# Шрёдер, Карл (коммунист)
Карл Шрёдер (нем. Karl Schröder; 13 ноября 1884, Польцин, Германская империя, — 6 апреля 1950, Берлин, ГДР) — немецкий коммунистический политик и писатель.

## Биография

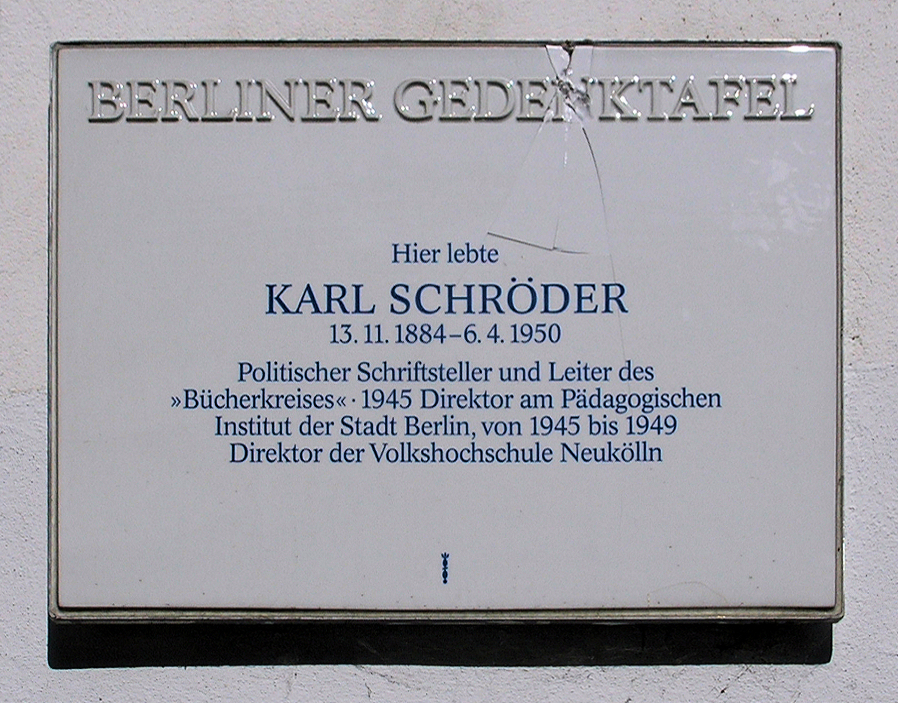
Мемориальная доска на Фульдаштрассе, 37 (берлинский район Нойкёльн)

Родился в семье учителя. После окончания школы изучал в Берлине философию, литературоведение, историю и искусствоведение (по которому впоследствии защитил диссертацию). Затем работал частным преподавателем. В 1913 году стал членом СДПГ, а в 1914 — научным помощником в отделе просвещения рабочих ЦК СДПГ. В данный период подружился с Францем Мерингом, а также обзавелся связями в рабочем движении.
Участвовал в Первой мировой войне, а после её окончания вступил в «Союз Спартака» и чуть позже занял пост редактора центрального органа КПГ Rote Fahne. В 1919 году был исключен из КПГ за левый уклон, и в 1920 году стал одним из основателей Коммунистической рабочей партии Германии. Являлся ответственным редактором и, наряду с Александром Швабом, ведущим сотрудником партийных органов Kommunistische Arbeiter-Zeitung и Proletarier.
В конце того же года вышла работа Ленина «Детская болезнь «левизны» в коммунизме», где говорилось:
Особенно забавно, что на деле-то вместо старых вождей, которые держатся общечеловеческих взглядов на простые вещи, на деле выдвигают (под прикрытием лозунга: «долой вождей») новых вождей, которые говорят сверхъестественную чепуху и путаницу. Таковы в Германии Лауфенберг, Вольфгейм, Хорнер, Карл Шредер, Фридрих Вендель, Карл Эрлер.
Первоначально поддержавший вступление КРПГ в Коминтерн, Шрёдер выступил одним из инициаторов исключения из партии федералистского меньшинства, возглавляемого Францем Пфемфертом. В 1921 году он был делегатом Третьего конгресса Коминтерна, где встречался с Лениным, Троцким и Бухариным. Однако после возвращения домой образовал в партии дистанцировавшуюся от Коминтерна «Эссенскую фракцию», за что был исключен из КРПГ в следующем году.
Шрёдер неудачно попытался создать «Эссенскую КРПГ», после чего в том же 1922 году по предложению Пауля Леви вернулся в СДПГ. В последующие годы он писал романы, работал редактором в социал-демократических издательствах, а также занимался просвещением среди членов Союза социалистической рабочей молодежи — при этом, по-прежнему оставаясь на леворадикальных позициях, он использовал эту деятельность для привлечения сторонников среди членов ССРМ и СДПГ, что было охарактеризовано как энтризм.
В 1928 году Фридрих Вендель (знакомый со Шрёдером по берлинскому отделению КРПГ) предложил ему возглавить книжное объединение Der Bücherkreis, и Шрёдер руководил им до 1932 года. Кроме того, в 1928 году он совместно с Александром Швабом начал собирать круг единомышленников, на основе которого в 1931—1932 годах была создана рэтекоммунистическая организация «Красные бойцы». После прихода нацистов к власти книги Шрёдера оказались в числе книг, сожженных 10 мая 1933 года, а сам он начал работать в Берлине продавцом книг. В 1936 году гестапо раскрыло подпольную деятельность «Красных бойцов» и арестовало Шрёдера. В следующем году он был приговорен к четырём годам тюрьмы, а после окончания срока был отправлен в эмсландские лагеря. В концлагере Бёргермоор он вновь встретился со Швабом. Позднее Шрёдер рассказал о времени заключения в книге Die letzte Station.
К моменту окончания войны Шрёдер был на грани смерти. После выздоровления он принял участие в восстановлении берлинской системы образования, одновременно пытаясь собрать вокруг себя в Западном Берлине бывших «Красных бойцов». В 1948 году вступил в СЕПГ, что, по словам его товарищей, было вызвано исключительно тактическими соображениями, и занял должность редактора в издательстве Volk und Wissen.

## Сочинения
- Vom Werden der neuen Gesellschaft. — Berlin, 1920.
- (с Фридрихом Венделем) Wesen und Ziele der revolutionären Betriebsorganisation, 1920.
- Der Sprung über den Schatten. — Berlin: Der Bücherkreis, 1928.
- Aktien-Gesellschaft Hammerlugk., 1928.
- Die Geschichte Jan Beeks. — Berlin: Der Bücherkreis, 1929.
- Familie Markert. — Berlin: Der Bücherkreis, 1931. In 2 Bd.
- Klasse im Kampf. — Berlin: Büchergilde Gutenberg, 1932.
- Die letzte Station. — Berlin: Weiss, 1947.